# Темпті-Хумбан-Іншушинак
Темпті-Хумбан-Іншушинак (д/н — 653 до н. е.) — цар Еламу близько 668—653 років до н. е. В ассирійський джерелах відомий як Те-Умман (Теумман). Протистояння з Ассирією завершилося поразкою та втратою самостійності держави.

## Життєпис
Походив з династії Хумбан-тахрідів. Син царя Шілхак-Іншушинака II, що панував в Симашкі. 668 року до н. е. після смерті батька спадкував владу.
Підтримав співцаря Уртаґу у війні з Ассирією. 664 року до н. е. після смерті Уртаґу з метою захопити владу в усьому Еламі, вирішив убити 3 синів і 2 небожів останнього, але вони втекли разом з 60 родичами до Ассирії. Ашшурбанапал, справедливо вважаючи, що вони можуть йому в подальшому стати в нагоді, тепло прийняв втікачів і дозволив залишитися в Ассирії.
В наступні роки активно зміцнював свою владу, відродивши політичну й економічну потугу Еламу. У своїх написах він похваляється здобутими перемогами над «країною лиходіїв» і плем'ям лалларіп. Припускають, що під «лиходіями» малися на увазі перси на чолі із Теіспом, що пограбували місто Аншан, а лалларіпи мешкали в сучасному північному Лурестані. На знак подяки за перемогу цар Еламу богині Піненкір в Сузах храм з обпаленої цегли. Він також звеличує підтримку, яку надали йому боги Хумпан і Іншушинак під час цих військових походів.
За цим виступив проти ассирійського намісника Примор'я На'їд-Мардука, якого переміг, змусивши тікати. За цим поставив правителем Ура Набу-усаліма.
Незабаром відправив до ассирійського царя послів з вимогою видати синім Уртаґу та інших втікачів. Ашшурбанапал відповів відмовою і в якості заручників захопив еламських послів Умбадара і Набудаміка. Натомість емпті-Хумбан-Іншушинак почав війну з Ассирією. Еламське військо 653 року до н. е. вдерлося до Вавилонії. Асирійський цар не став зволікати і вже через 10 днів його військо, спустившись вниз річкою Тигр, підійшло до фортеці Дер. Швидкість ассирійців привели в розгубленості еламського царя, оскільки ще тривали перемовини з арамеями і халдеями щодо спільних проти Ассирії. Лише Дануну, «князь» Гамбулу, і арамейські племена урбі і тебе відкрито приєдналися до Еламу.

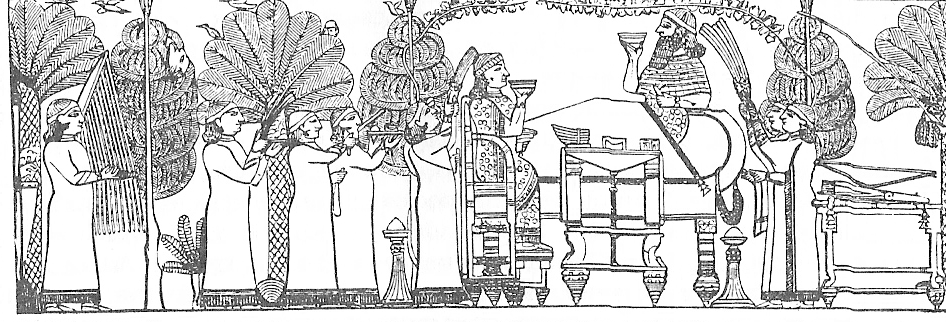
Бенкет Ашшурбанапала, де на дереві висить голова Темпті-Хумбан-Іншушинак

Обираючи більш вигідне місце Темпті-Хумбан-Іншушинак відступив в напрямку до Суз. У вирішальній битві (відома як Друга битва на річці Улай або Битва біля Тулліза) еламіти та їх союзники зазнали нищівної поразки. Темпті-Хумбан-Іншушинак і 2 його сини потрапили у полон, їх за наказом Ашшурбанапала негайно було страчено. За цим ассирійці без бою увійшли до суз. За наказом ассирійського царя Елам було розділено між синами Уртаґу — Хумбан-нікашем II і Таммаріту I та їх стриєчним братом Атта-хаміті-Іншушинаком, кожен з яких визнав зверхність Ассирії.